# Pinot Grigio delle Venezie
Pinot Grigio delle Venezie ist eine neue Qualitätsstufe für Grauburgunder in den drei nordöstlichen Weinbaugebieten Italiens Venetien, Friaul und Trentino. Die Region reicht vom Gardasee bis zum Golf von Triest. Sie gilt nach dem Italienischen Weingesetz, das mit dem Jahrgang 2017 den Status einer Denominazione di origine controllata erreicht hat. Diese Weine waren zuvor als IGT klassifiziert und sind seit Ende 2018 auf dem Markt. Die bereits bestehenden, 20 anderen DOCs bleiben erhalten. Der zur Kontrolle verantwortliche Verband wurde im April 2017 gegründet.
In dieser Weinregion wachsen etwa 85 Prozent der italienischen Pinot-Grigio-Produktion und ist zugleich das weltgrößte Anbaugebiet dieser Rebsorte. Durch die neue Gesetzgebung unterliegt die Weinproduktion strengeren Qualitätskriterien. Dies soll sich verkaufsfördernd auswirken, insbesondere im Export. Wichtigstes Merkmal ist der Hektarertrag, der sich von 152 auf 126 Hektoliter pro Hektar verringert hat. Ferner muss ein natürlicher Alkoholgrad von mindestens 11 erreicht werden, was etwa 80 Grad Oechsle entspricht. Der Charakter der Rebsorte soll mit „frisch und harmonisch, von trocken bis leicht süß“ soll erhalten bleiben, der Körper der Jahrgänge ab 2017 soll etwas voller und aromatischer werden. Der Präsident dieser Qualitätsvereinigung, Albino Armani, begreift den neuen Wein als den Prototyp des Pinot Grigios italienischen Stils.
Weiterhin ist festgelegt, dass der Pinot Grigio delle Venezie auch als Schaumwein oder als Cuvée mit genau festgelegten anderen Rebsorten (Chardonnay, Müller-Thurgau, Weißburgunder, Garganega, Verduzzo Friulano, Verduzzo Trevigiano) gemaischt werden darf.